# 민기현
민기현(閔耆顯, 1751년 ~ 1811년 8월 1일) 조선시대 후기의 문신이자 외척으로 여양부원군 민유중의 아들 민진후의 증손이며 이조판서를 지낸 민익수의 손자였다. 여성부원군 민치록의 아버지이며 명성황후의 할아버지였다. 본관은 여흥(驪興)으로 자는 자경(子慶), 호는 이송거사(二松居士)이다.
1773년 생원시험에 합격하였으나 아버지 민백분(閔百奮)이 경기도 여주로 낙향하여 은거하자 그는 관직에 나가지 않고 어버이를 봉양하며 학문에만 전념하였다. 효행으로 특별 천거되어 1798년(정조 22년) 선공감가감역(繕工監假監役)에 임명되었다가 사퇴하였다. 그 뒤 고창현감을 제수하였다.
1800년 정조 사망 전, 정시문과(庭試文科)에 급제하여 여러 직책을 거치고 홍문관 부수찬 등을 지냈다. 1801년 사헌부집의를 거쳐 춘추관편수관(春秋館編修官)으로서 《정조실록》 편찬에 참여하였다. 그 뒤 초계문신(抄啓文臣)에 선발되었고, 함경도 암행어사로 나가 길주목사 이징만 등 여덟 고을 수령의 봉고파직하고 보고하였다. 그 뒤 당상관으로 승진하여 충청도관찰사 등을 거쳐 부제학, 사간원 대사간 등을 지냈다. 그 뒤 이조참의, 부제학을 지냈다.
그 뒤 도승지, 1809년 예조참판을 거쳐 1811년 개성부유수(開城府留守)로 부임하였다. 개성부 유수로 부임한 지 3개월 만에 죽었다.

## 가족 관계
- 증조할아버지 민진후
  - 할아버지 : 민익수(閔翼洙)
    - 아버지 : 민백분(閔百奮)
    - 어머니 : 심중현(沈重賢)의 딸
      - 부인 : 함안조씨(咸安趙氏, 1748년 ~ 1764년 5월 4일) 조중첨의 딸
      - 부인 : 성주이씨(星州李氏, 1763년 ~ 1792년 3월 15일)
      - 부인 : 연일정씨(延日鄭氏, 1773년 ~ 1838년 3월 9일)
        - 아들 : 민치록(閔致祿, 1799년 - 1858년 9월 17일)
          - 손녀 : 명성황후(1851년 - 1895년)
          - 양손자 : 민승호(閔升鎬, 1830년 - 1874년, 민치구(閔致久)의 친자)
          - 양손자 : 민겸호(閔兼鎬, 1838년 - 1882년, 민치구(閔致久)의 친자)

## 같이 보기
- 민단현
- 민치록
- 민치구
- 명성황후
- 인현왕후
- 흥선대원군
- 이옥
- 고종

|  | 경기도 개성부 유수 1811년 ~ 1811년 |